# Astreopora suggesta
Espèce
Statut de conservation UICN

 LC  : Préoccupation mineure
Statut CITES
Astreopora suggesta est une espèce de coraux appartenant à la famille des Acroporidae.